# Grądy (powiat kolski)
Grądy – wieś w Polsce położona w województwie wielkopolskim, w powiecie kolskim, w gminie Osiek Mały.
W latach 1975–1998 miejscowość należała administracyjnie do województwa konińskiego.

## Demografia
Poniższa demografia posiada dane z 2011
| Opis                                | Ogółem | Ogółem | Kobiety | Kobiety | Mężczyźni | Mężczyźni |
| ----------------------------------- | ------ | ------ | ------- | ------- | --------- | --------- |
| Jednostka                           | osób   | %      | osób    | %       | osób      | %         |
| Populacja                           | 35     | 100    | 16      | 45,71   | 19        | 54,29     |
| Wiek przedprodukcyjny (0–17 lat)    | 4      | 11,43  | 2       | 5,71    | 2         | 5,71      |
| Wiek produkcyjny (18–65 lat)        | 22     | 62,86  | 11      | 31,43   | 11        | 31,43     |
| Wiek poprodukcyjny (powyżej 65 lat) | 9      | 25,71  | 3       | 8,57    | 6         | 17,14     |